# Пітер ван Мушенбрук
Пі́тер ван Му́шенбрук (Мюссенбрук) (нід. Pieter (Petrus) van Musschenbroek; 14 березня 1692, Лейден — 19 вересня 1761, Лейден) — голландський фізик, автор експериментів, на основі яких було проведено «лейденський дослід» та було винайдено «лейденську банку», винахідник електричного розрядника.

## Біографія
Мушенбрук народився у Лейдені в сім'ї вихідця із Фландрії Яна Йостена ван Мушенбрука (1660—1707), котрий заснував перше в Голландії виробництво спеціалізованих наукових приладів. Пітер опановував у Лейденському університеті медицину, філософію та математику, у 1715 році здобув ступінь доктора медицини і протягом двох років займався лікувальною практикою. По тому він вирушив до Лондона, де особисто познайомився з Ньютоном й вчився у нього. Після того як перебрався у Німеччину, здобув у 1719 році диплом доктора філософії й обійняв посаду професора філософії та математики Дуйсбурзького університету. У 1723 році отримав запрошення в Утрехтський університет, де пропрацював 17 років і створив курс фізики, який успішно ним викладався та багато разів перевидавався (його переклад голландською мовою, що вийшов у 1736 році, став першою книгою з фізики цією мовою). У 1740 році очолив кафедру філософії у Лейдені. Там він залишався до кінця життя, попри запрошення, що надходили з Данії, Англії, Пруссії, Іспанії, Росії. При цьому він залишався власником фірми, що постачала наукові прилади до різних країн світу.

## Наукова діяльність

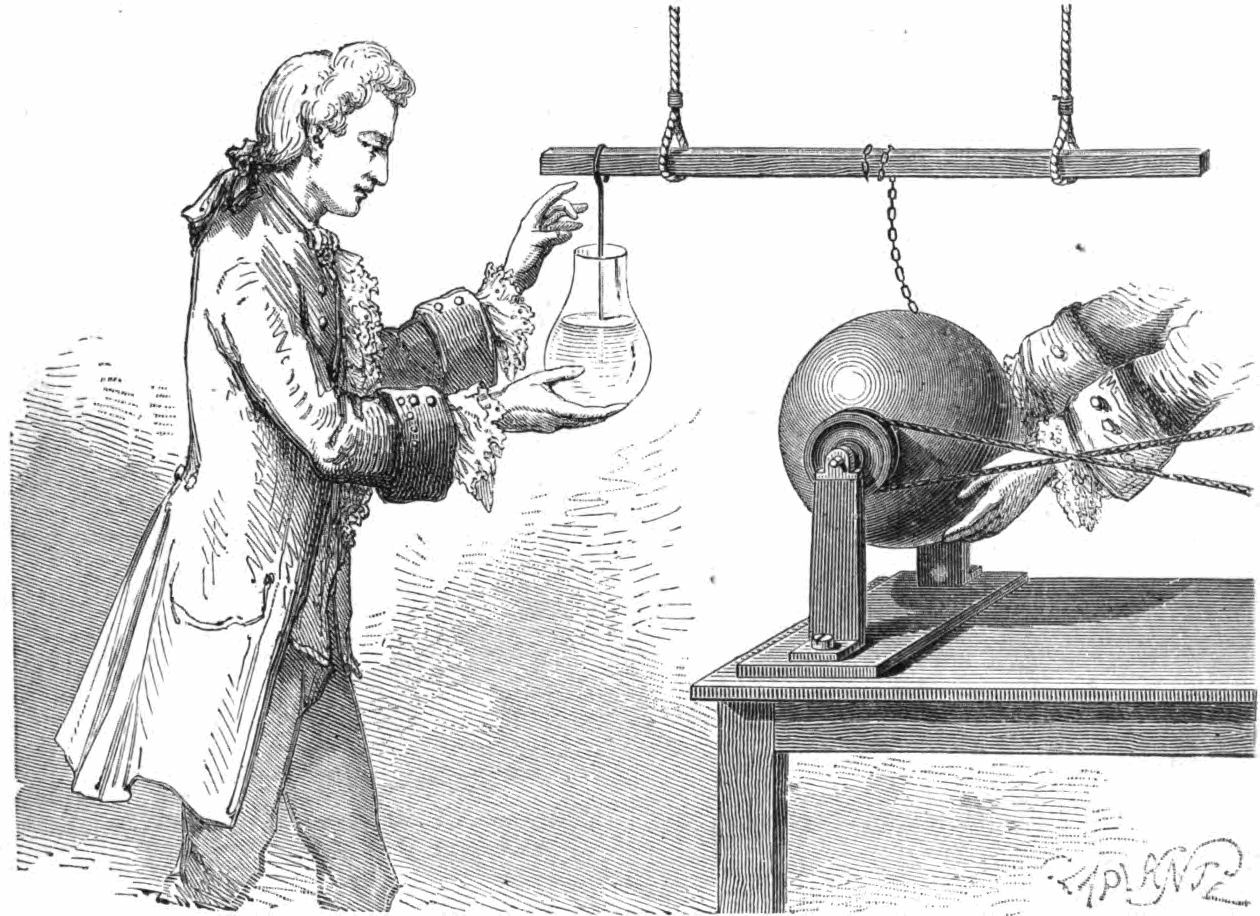
Лабораторна установка, за допомогою якої Мушенбрук разом зі своїм учнем Андресом Кунеасом (на рисунку) досліджували властивості електричного заряду (1746)

Мушенбрук відомий перш за все своїми працями, що стосувались електрики. Він звернув увагу на різний характер електризації скла і бурштину, що привело до відкриття у 1733 році Шарлем Франсуа Дюфе «смоляної» та «скляної» електрики (позитивної і негативної, згідно з термінологією Бенджаміна Франкліна). До переліку найвідоміших досягнень Мушенбрука належить лейденська банка — перший електричний конденсатор, винайдений ним у 1746 році. При цьому він створив перший прообраз його зовнішньої обкладки (у ранніх дослідах цю роль виконувала рука експериментатора, який тримав банку).
Мушенбрук звернув увагу на фізіологічну дію розряду, порівнявши його з ударом ската (вченому належало перше використання терміна «електрична риба»), провів досліди для перевірки своїх припущень. При цьому він заперечував електричну природу блискавки, переглянув свої погляди лише після знаменитих дослідів Франкліна. Незалежно від нього і роком раніше (11 жовтня 1745 року) принцип конденсатора відкрив померанський католицький диякон Евальд фон Клейст. Поява лейденської банки мала фундаментальне значення для всіх подальших досліджень в галузі електрики, оскільки даний винахід активно використовувався при проведенні багатьох ранніх експериментів в цьому напрямку.
Серед інших наукових тем, якими займався Мушенбрук, — теплота і оптика. Він провів перші досліди з теплового розширення твердих тіл, у 1731 році винайшов для цих цілей пірометр, якого згодом використовував для визначення температури плавлення низки металів.
У 1751 році склав таблиці питомих ваг багатьох речовин. Займався також дослідженням міцності будівельних матеріалів, проблемою поглинання повітрям світла різних кольорів спектра.

## Наукове визнання
- Член Лондонського королівського товариства (1734)
- Член-кореспондент Паризької академії наук (1734)
- Іноземний член Пруської Королівської академії наук (1746)
- Іноземний почесний член Петербурзької академії наук (1753)

## Наукові праці
- P. van Musschenbroek. Tentamina experimentorum naturalium. — Leiden, 1731.
- P. van Musschenbroek. Elementa Physicae conscripta in usus academicos. — Leiden, 1734.
- P. van Musschenbroek. Institutiones Physicae conscripta in usus academicos. — Leiden, 1748.
- P. van Musschenbroek. Compendium physices experimentalis. — Leiden, 1762.
- P. van Musschenbroek. Introductio ad philosophiam naturalem. — Leiden, 1762.